# الاتحاد العام لنقابات عمال عمان
هناك عدد قليل من النقابات العمانية التي تأسست في عام 2006 بموجب مرسوم من سلطان عمان يسمح بتنظيمها. بعض هؤلاء ، قد أكملوا الانتخابات ، وهم أعضاء في الاتحاد العام لنقابات عمال عمان (GFOTU).  أصبحت عمان ثاني دولة عربية خليجية ، بعد البحرين ، لها اتحاد عام لنقابات العمال. 
و الاتحاد الدولي النقابية ذكرت ل (ITUC) المسح السنوي حول انتهاكات الحقوق النقابية لعام 2009 مشاكل خطيرة للأجزاء كبيرة من القوة العاملة في البلاد، وخاصة العمال المهاجرين في البناء والعمل المنزلي. انضمت عُمان إلى منظمة العمل الدولية في عام 1991 لكنها لم تصدق على نصف اتفاقيات منظمة العمل الدولية الأساسية لمعايير العمل بما في ذلك الاتفاقية رقم 87 ، اتفاقية الحرية النقابية وحماية حق التنظيم ، 1948 أو رقم 98 ، اتفاقية حق التنظيم والمفاوضة الجماعية ، 1949. 
لسنوات عديدة ، كانت النقابات العمالية غير قانونية في عمان. حتى عام 2006 ، اعترف الاتحاد العالمي لنقابات العمال بمنظمة واحدة للمنفى ، وهي اللجنة الوطنية للعمال العمانيين. 